# Stars (singolo Simply Red)
Stars è un singolo del gruppo musicale britannico Simply Red, pubblicato il 18 novembre 1991 come secondo estratto dall'album omonimo.

## Video musicale
Il videoclip ha come protagonista il cantante Mick Hucknall che girovaga per un deserto circondato da una donna e grandi stelle dorate.

## Tracce
7" Single
1. Stars – 4:09
2. Stars (PM-ized Mix) – 4:12

CD-Maxi
1. Stars – 4:11
2. Ramblin' on My Mind – 2:10
3. Stars (Comprende Mix) – 6:39
4. Something Got Me Started (Hurley's House Mix) – 5:55

## Classifiche
| Classifica (1991)                | Posizione massima |
| -------------------------------- | ----------------- |
| Australia                        | 29                |
| Austria                          | 18                |
| Belgio (Fiandre)                 | 16                |
| Canada                           | 17                |
| Danimarca                        | 9                 |
| Europa                           | 19                |
| Francia                          | 24                |
| Germania                         | 19                |
| Irlanda                          | 13                |
| Italia                           | 11                |
| Nuova Zelanda                    | 32                |
| Paesi Bassi                      | 15                |
| Regno Unito                      | 8                 |
| Stati Uniti                      | 44                |
| Stati Uniti (adult contemporary) | 8                 |
| Svezia                           | 32                |
| Svizzera                         | 11                |